# 11302 Rubicon
För andra betydelser, se Rubicon (olika betydelser).
11302 Rubicon eller 1993 BM5 är en asteroid i huvudbältet som upptäcktes den 27 januari 1993 av den belgiske astronomen Eric W. Elst vid CERGA-observatoriet. Den är uppkallad efter den italienska floden Rubicon.